# Karim Oumarou
Karim Oumarou (sinh ngày 7 tháng 1 năm 1985) là một cầu thủ bóng đá người Niger. Anh thi đấu cho Đội tuyển bóng đá quốc gia Niger tại Vòng loại giải vô địch bóng đá thế giới 2010, ghi một bàn phản lưới nhà trước Bénin.  He is the current captain of Sahel SC thi đấu ở Niger Premier League.  Anh được biết đến như là một hậu vệ đa năng, có thể điền vào bất cứ vị trí nào ở hàng hậu vệ, và cũng là một tiền vệ chạy cánh có ích.